# Vaccinium marianum
Vaccinium marianum är en ljungväxtart som beskrevs av S. Wats. Vaccinium marianum ingår i Blåbärssläktet, och familjen ljungväxter. Inga underarter finns listade i Catalogue of Life.